# Ширіно (Техас)
Ширіно (англ. Chireno) — місто (англ. city) в США, в окрузі Накодочес штату Техас. Населення — 370 осіб (2020).

## Географія
Ширіно розташоване за координатами 31°29′56″ пн. ш. 94°20′45″ зх. д. / 31.49889° пн. ш. 94.34583° зх. д. (31.498948, -94.345855).  За даними Бюро перепису населення США в 2010 році місто мало площу 4,85 км², уся площа — суходіл.

## Демографія
Згідно з переписом 2010 року, у місті мешкало 386 осіб у 144 домогосподарствах у складі 106 родин. Густота населення становила 80 осіб/км².  Було 184 помешкання (38/км²).
Расовий склад населення:
| - 75,9 % — білих - 14,2 % — чорних або афроамериканців - 8,3 % — осіб інших рас |

До двох чи більше рас належало 1,6 %. Частка іспаномовних становила 11,1 % від усіх жителів.
За віковим діапазоном населення розподілялося таким чином: 28,2 % — особи молодші 18 років, 56,3 % — особи у віці 18—64 років, 15,5 % — особи у віці 65 років та старші. Медіана віку мешканця становила 40,0 року. На 100 осіб жіночої статі у місті припадало 94,0 чоловіків;  на 100 жінок у віці від 18 років та старших — 88,4 чоловіків також старших 18 років.
Середній дохід на одне домашнє господарство  становив 67 403 долари США (медіана — 38 750), а середній дохід на одну сім'ю — 87 315 доларів (медіана — 54 000). Медіана доходів становила 40 500 доларів для чоловіків та 42 292 долари для жінок. За межею бідності перебувало 26,5 % осіб, у тому числі 34,5 % дітей у віці до 18 років та 11,8 % осіб у віці 65 років та старших.
Цивільне працевлаштоване населення становило 137 осіб. Основні галузі зайнятості: будівництво — 21,9 %, освіта, охорона здоров'я та соціальна допомога — 16,1 %, виробництво — 14,6 %, роздрібна торгівля — 13,9 %.

## Персоналії
- Енн Міллер (1923-2004) — американська акторка і танцівниця.